# Disco protoplanetário

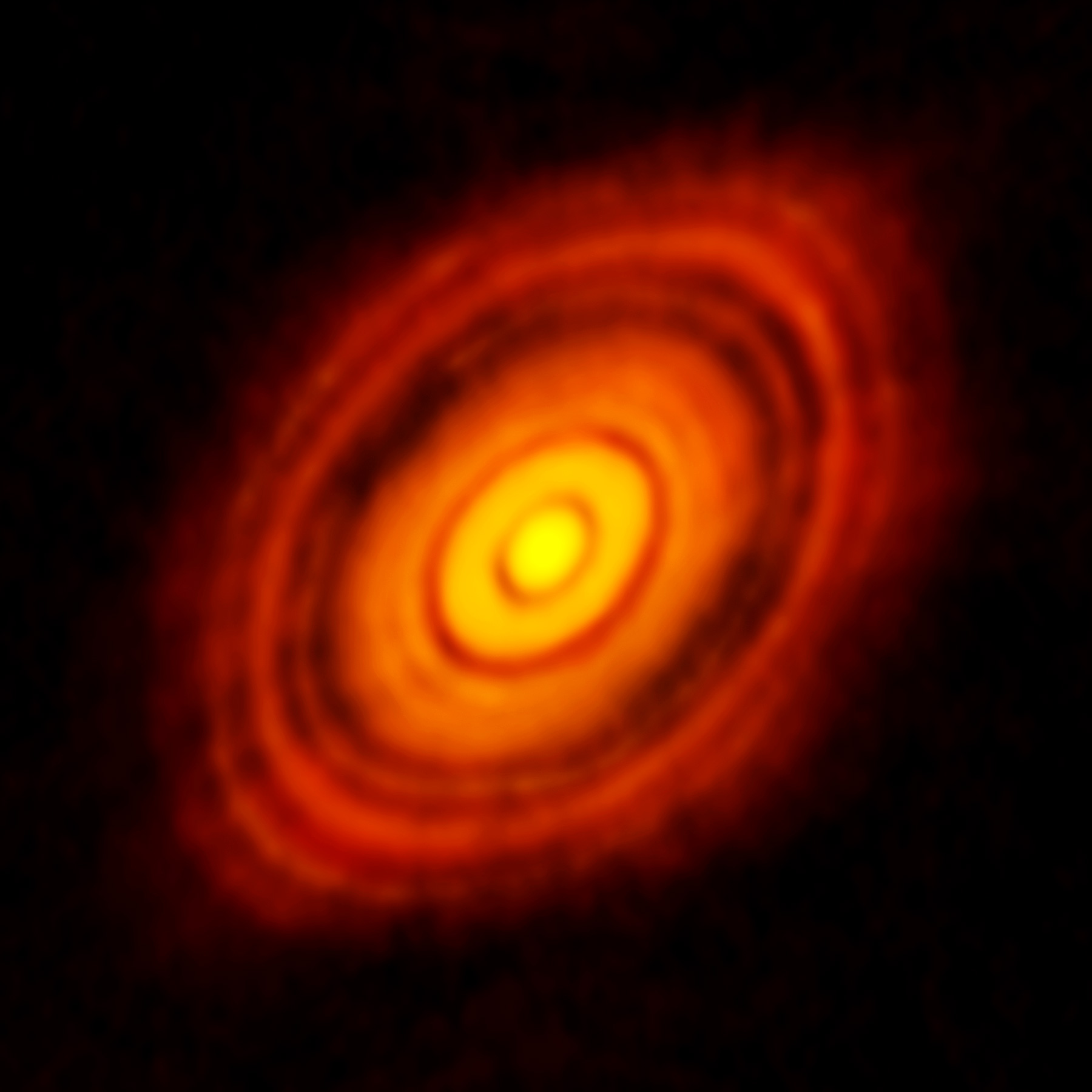
Imagem de HL Tauri obtida pelo Atacama Large Millimeter Array

Um disco protoplanetário é um disco de matéria (cuja composição teorizada é de 99% gás, e 1% de material sólido, na forma de pó) em órbita em torno de uma estrela recém-formada, como do tipo T Tauri ou Herbig.

## Formação

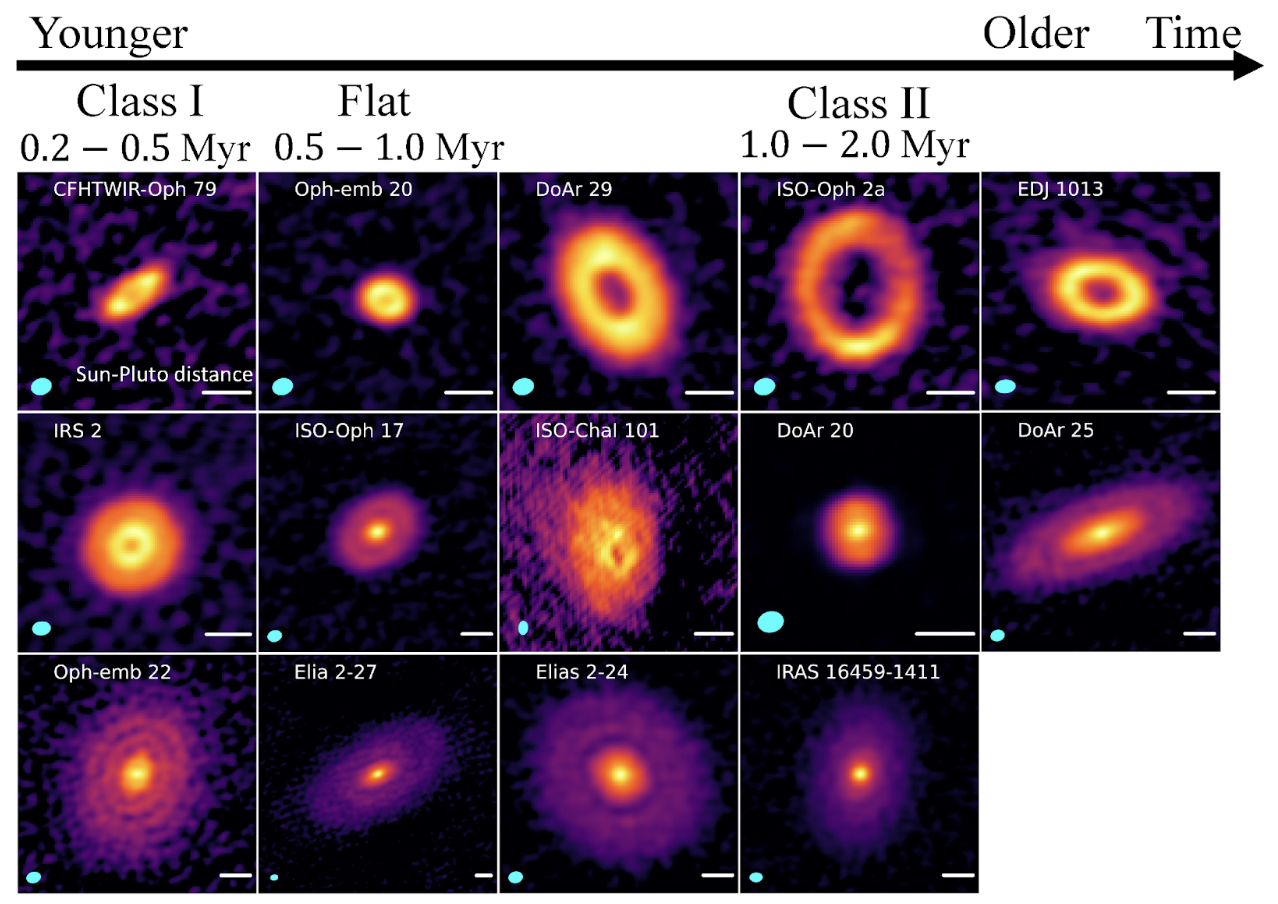
A sequência evolutiva de discos protoplanetários com subestruturas

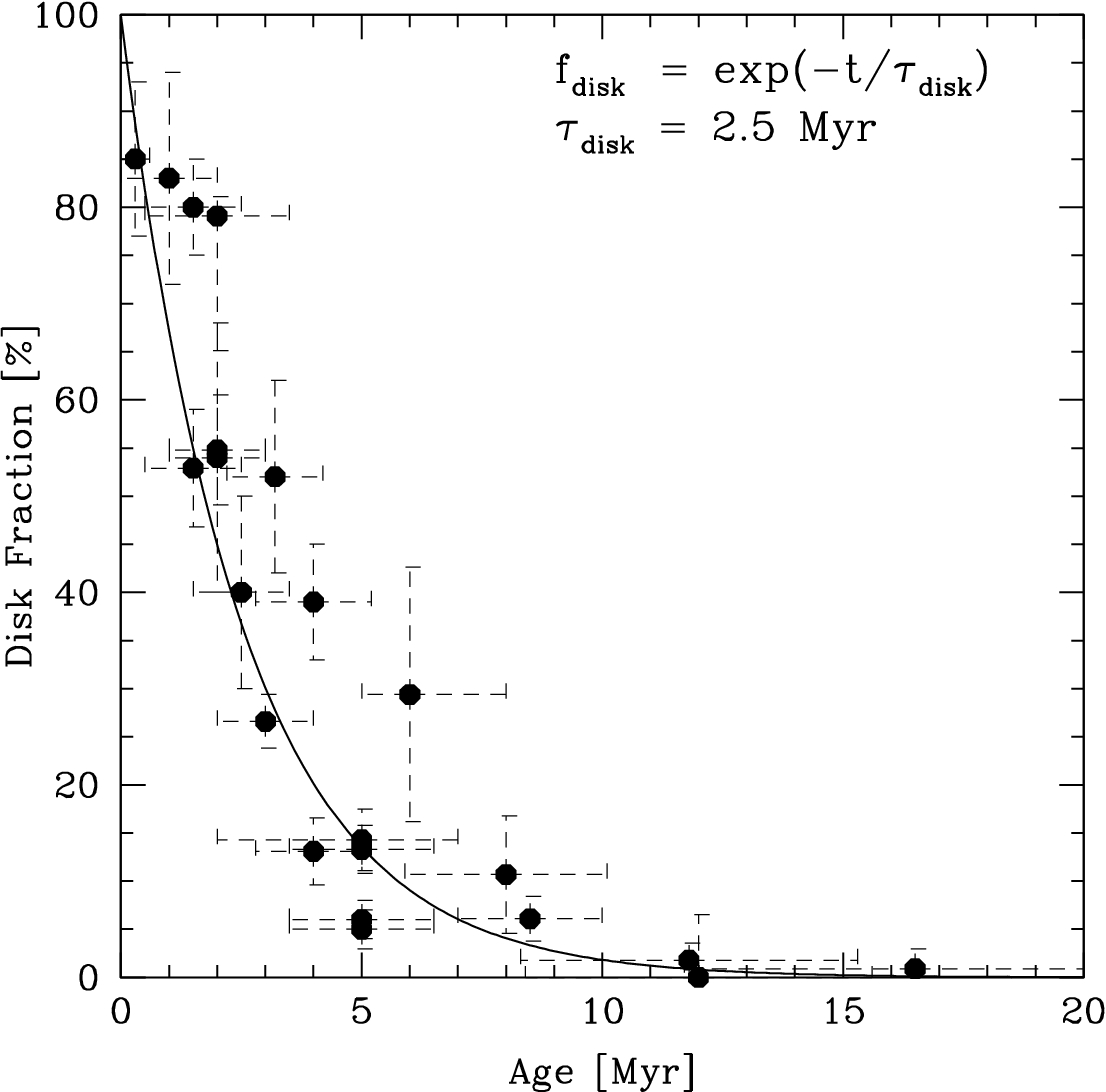
Imagem de 2009 mostrando a fração de estrelas que sugerem alguma evidência de possuir um disco protoplanetário em função de sua idade estelar em milhões de anos; as amostras são de aglomerados e associações jovens próximos.

Em protoestrelas muito jovens há estrelas de pouca massa, constituídas principalmente de poeira e gás, que através do processo de colapso gravitacional e a conservação do momento angular, nuvem ou nuvens de gases moleculares e poeira aglutinam-se, formando materiais mais densos. Uma vez, iniciado o processo de formação de materiais mais densos, estará dado o inicio do processo de formação de futuros planetas, asteróides e todos os tipos de objetos estelares que encontramos em nosso sistema solar.

## Química
O disco protoplanetário tem uma química influenciada através das radiações e temperatura radiada pela protoestrela. A radiação UV e raio x, ionizam as nuvens de gases em níveis diferentes, conforme a distância e obstrução a fonte de radiação. Essa interação ioniza parte das moléculas e induz a química do tipo íon-molécula, neutro-neutro, recombinação dissociativa  entre outras. A temperatura, quando suficiente, fornece energia para a reorganização das moléculas mudando o estado amorfo para o cristalino.

## Galeria

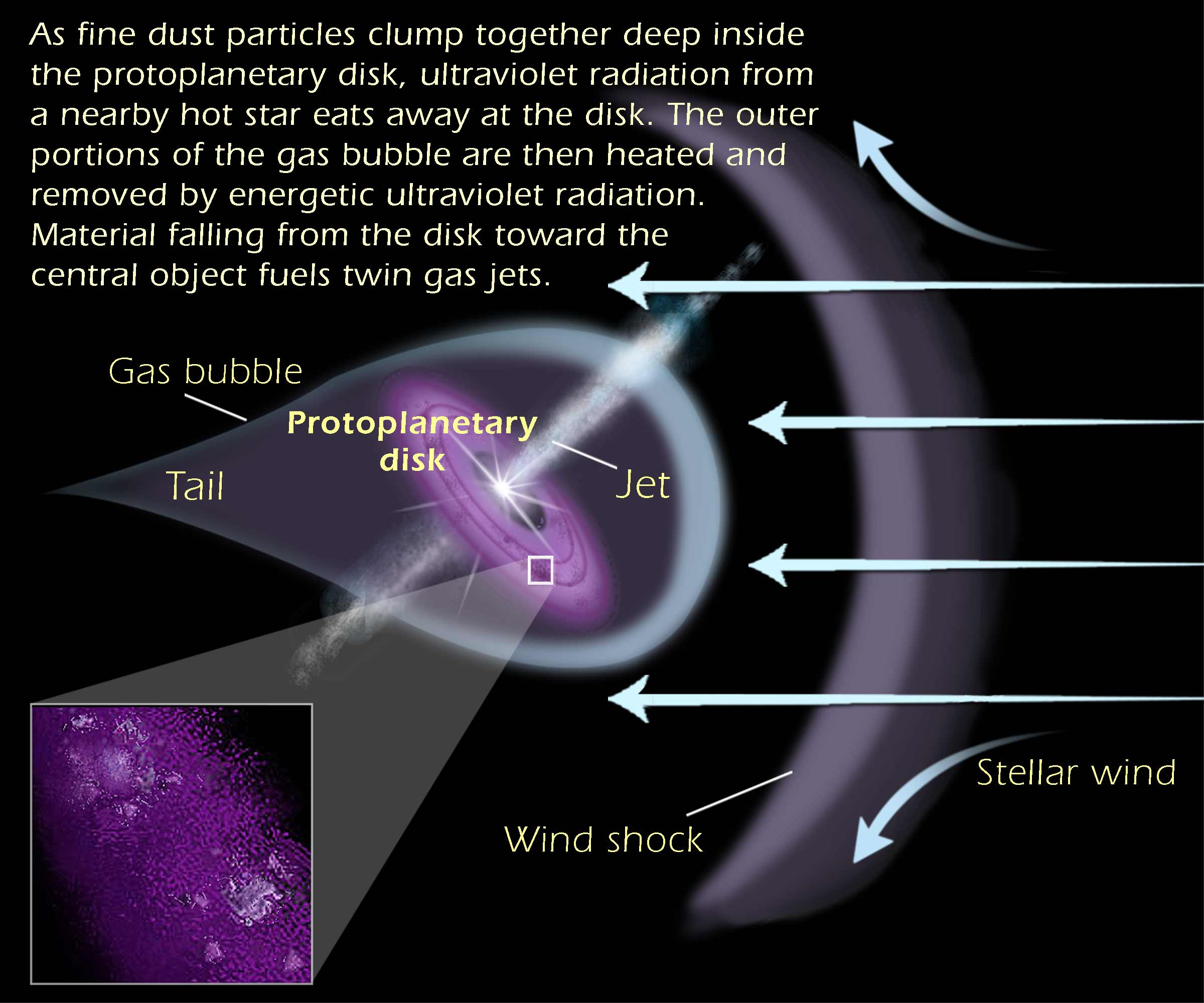
Ilustração da dinâmica de um proplyd
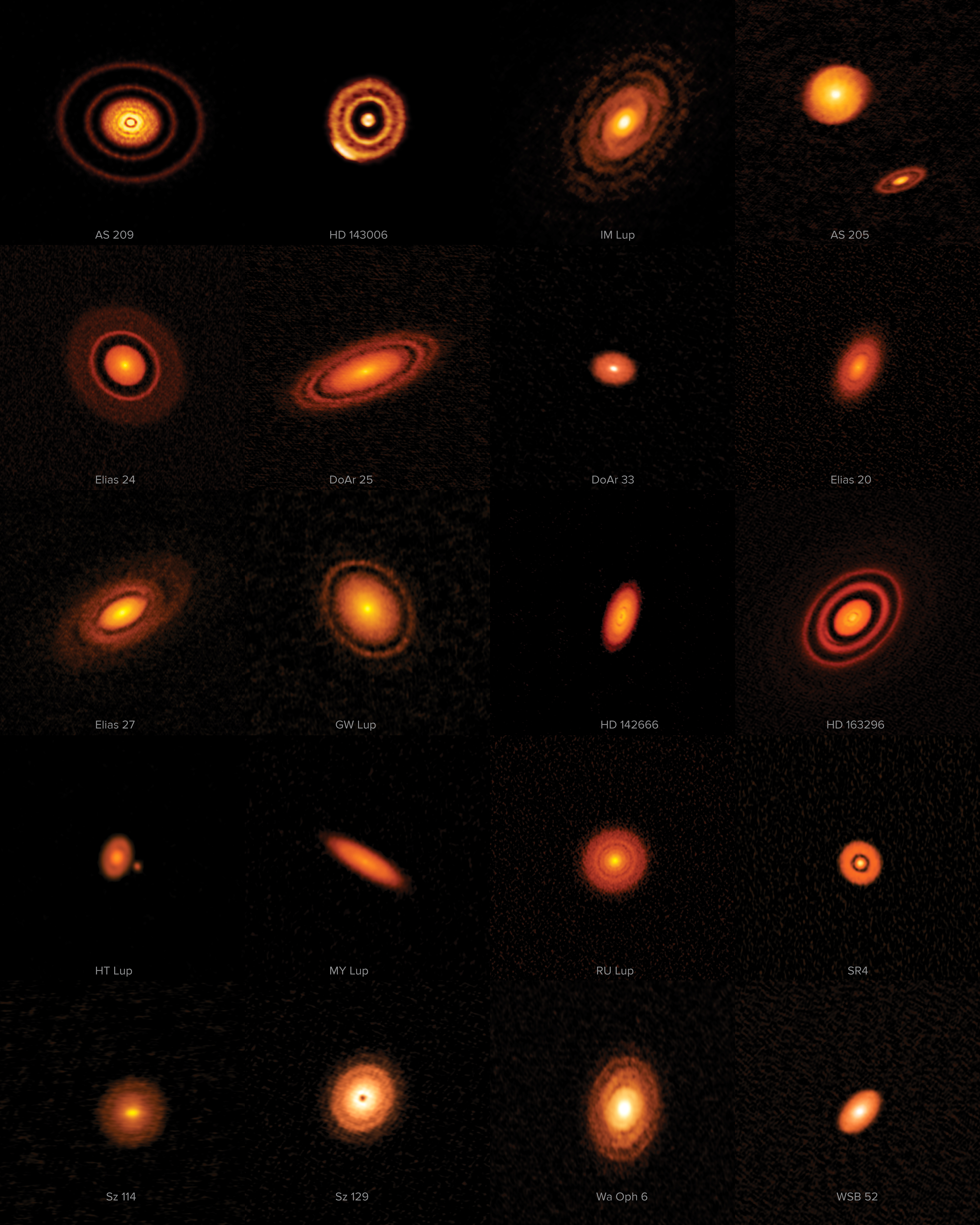
20 discos protoplanetários capturados pelo High Angular Resolution Project (DSHARP).
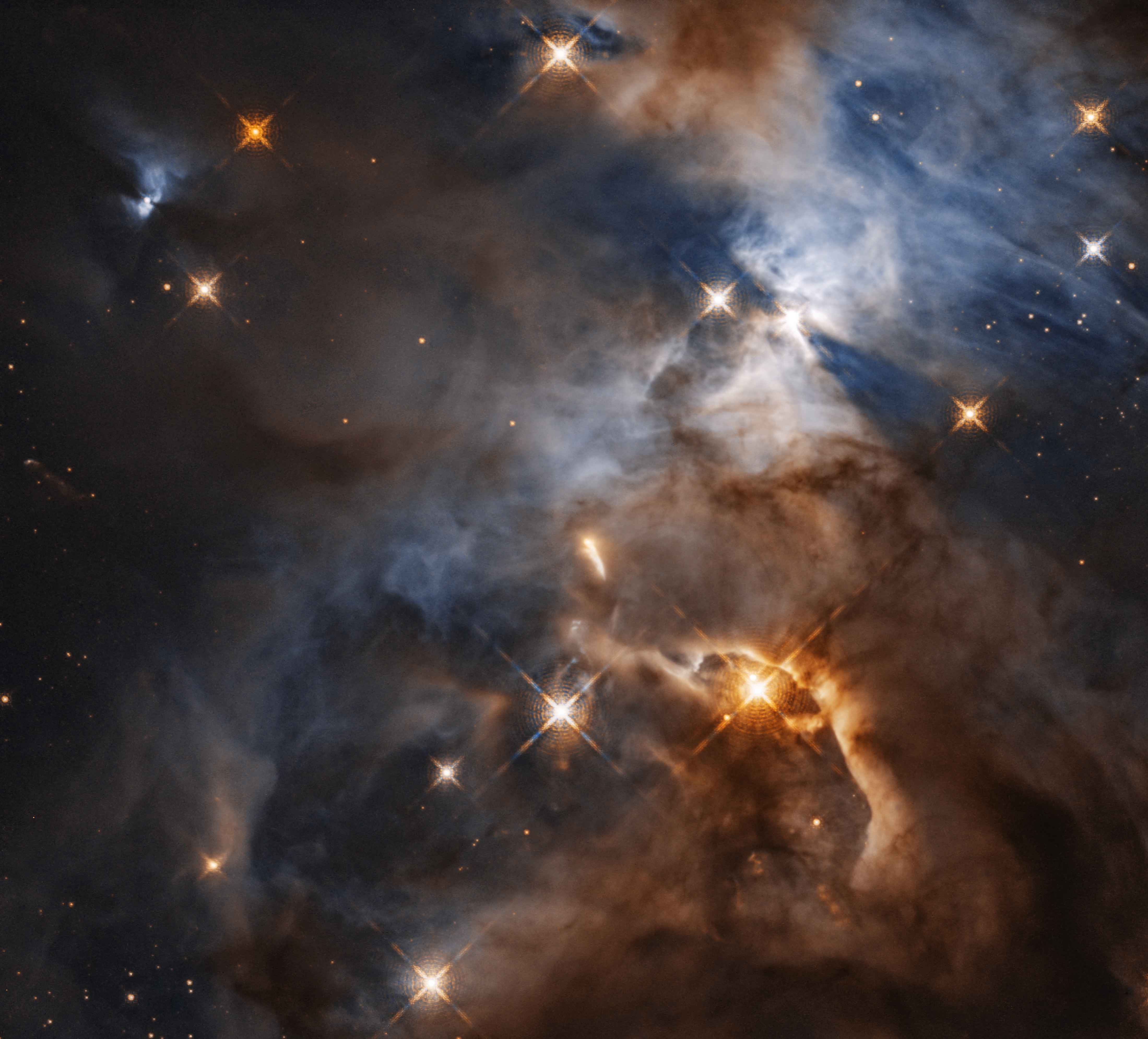
Uma sombra criada pelo disco protoplanetário que envolve a estrela HBC 672 dentro da nebulosa.
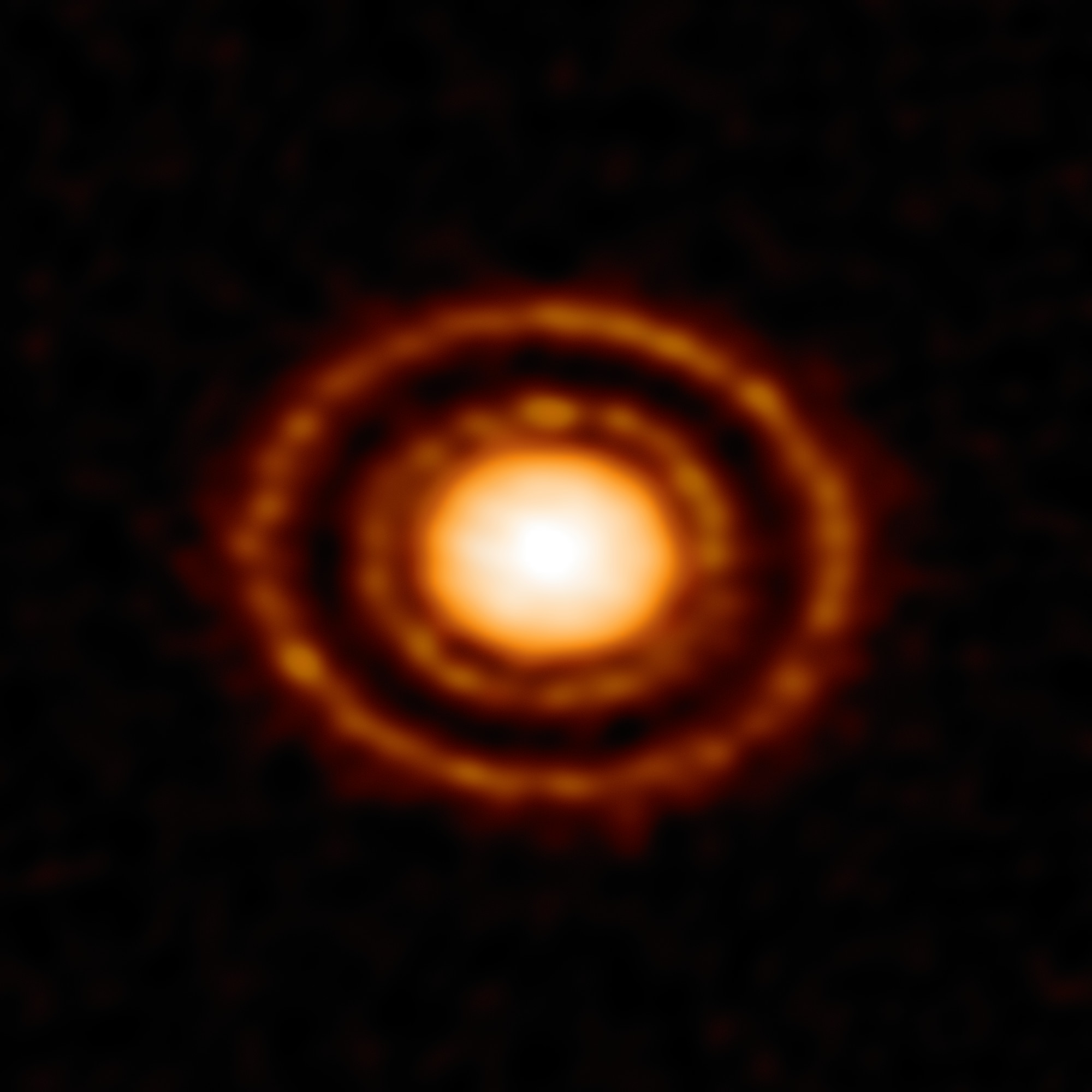
Disco protoplanetário AS 209 situado na jovem região de formação estelar de Ofiúco.
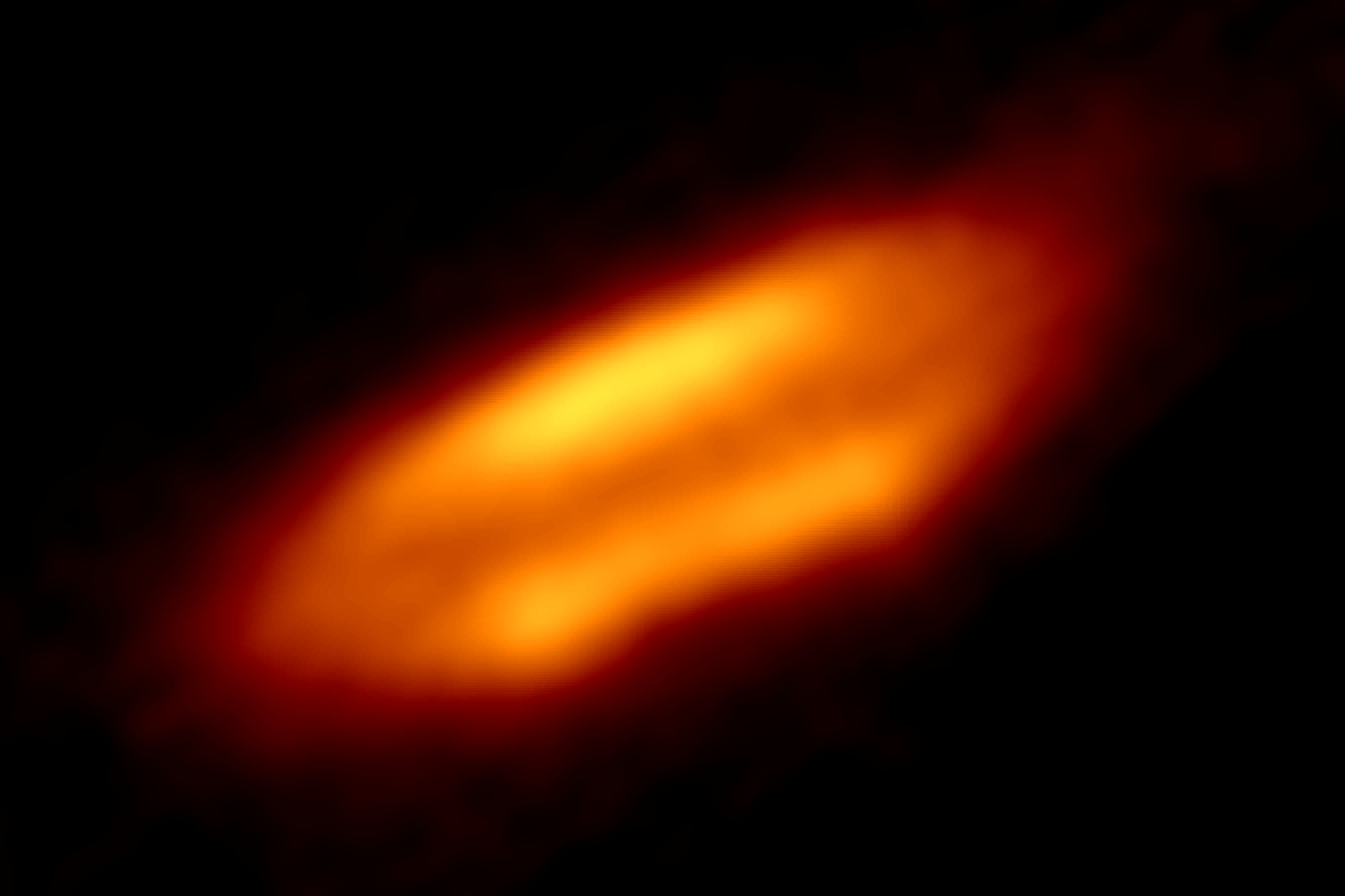
Disco protoplanetário HH 212.
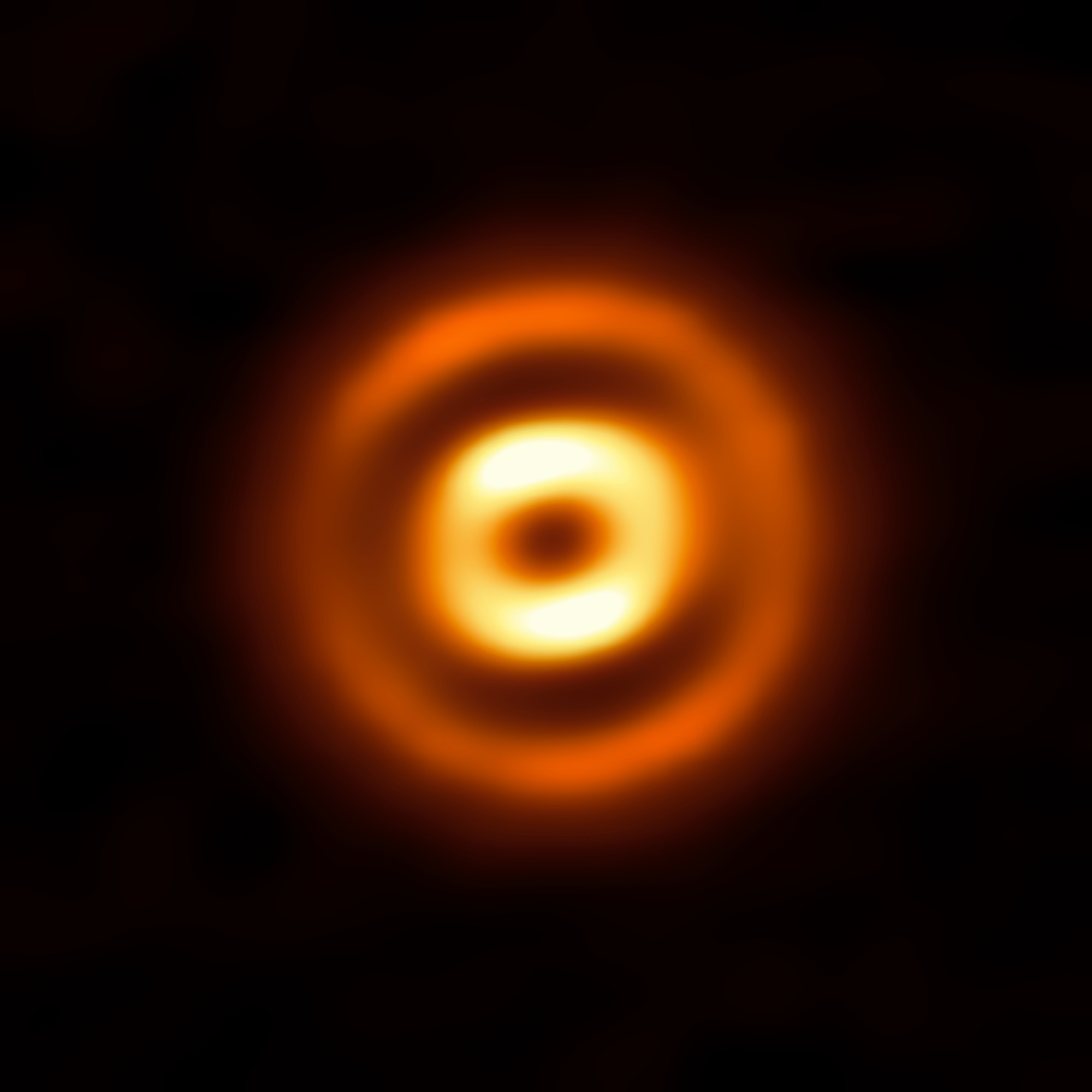
Ao observar discos protoplanetários com poeira, cientistas investigam os primeiros passos da formação planetária.
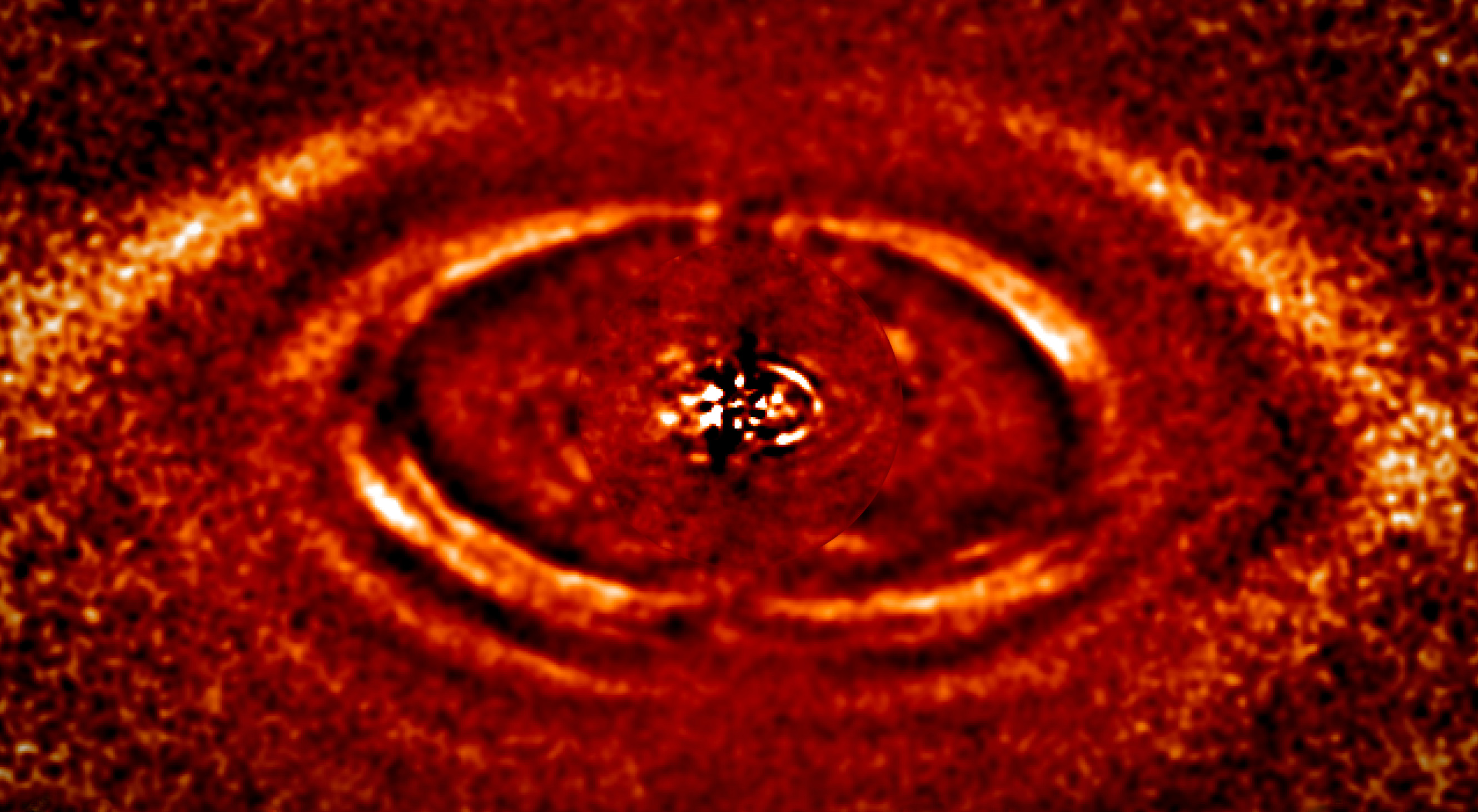
Anéis concêntricos ao redor da jovem estrela HD 141569A, localizada a cerca de 370 anos-luz de distância.
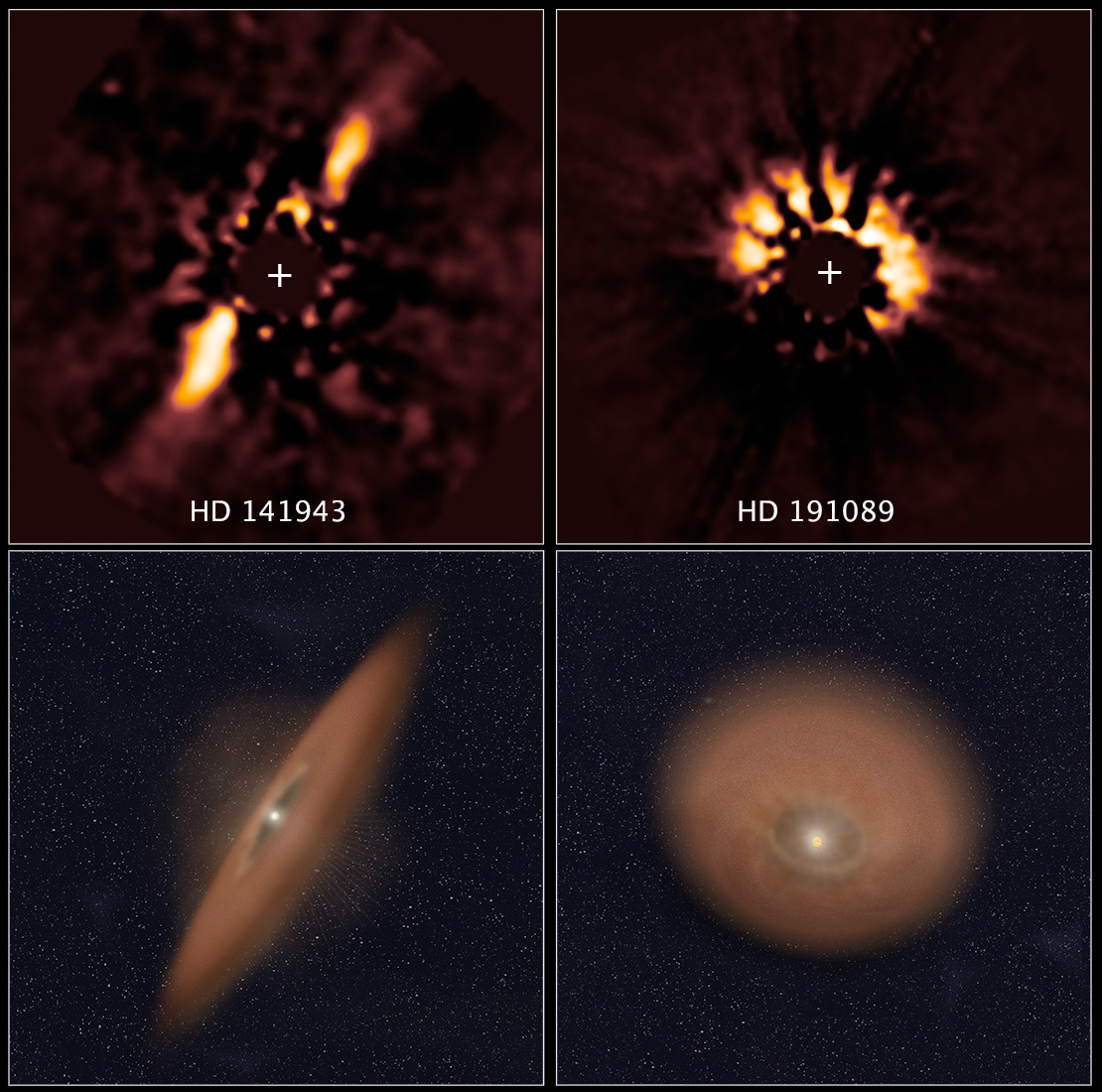
Discos de detritos detectados em imagens do HST de estrelas jovens, HD 141943 e HD 191089 — imagens na parte superior; geometria na parte inferior.
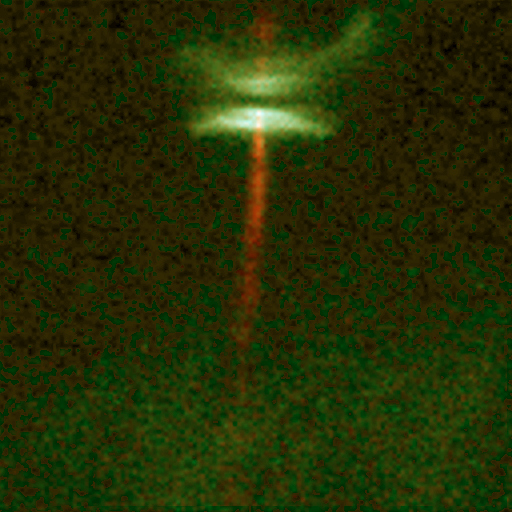
Disco protoplanetário HH-30 em Touro — o disco emite o jato estelar avermelhado.
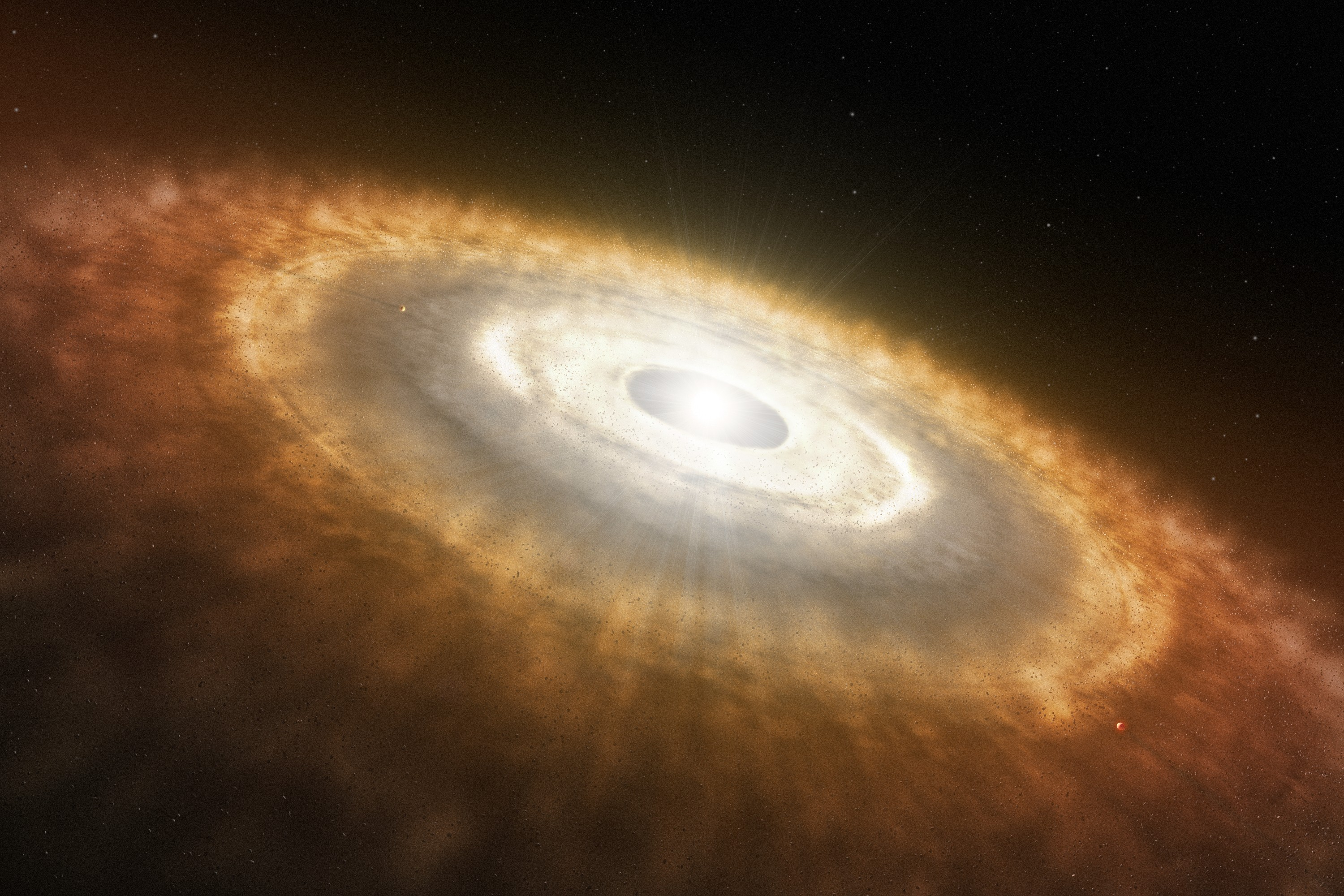
Concepção artística de um disco protoplanetário.
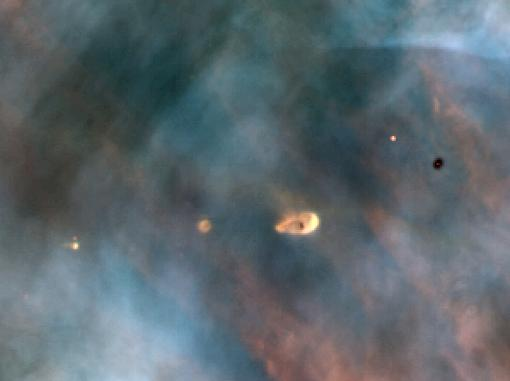
Um proplyd na Nebulosa de Órion.
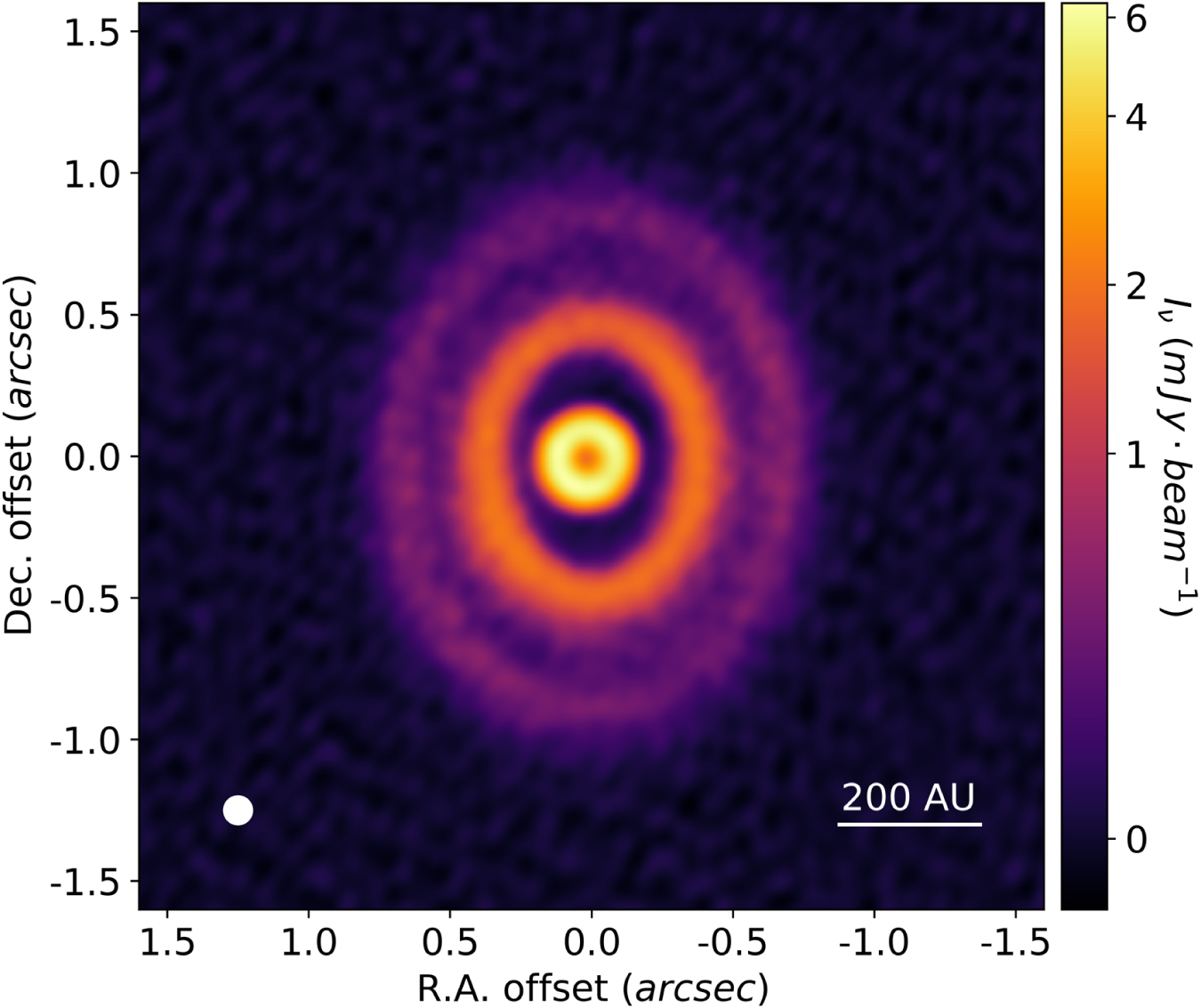
Vídeo mostra a evolução do disco ao redor de uma jovem estrela como HL Tauri (conceito artístico).
- Imagem do disco circumtriplo ao redor de GW Orionis.
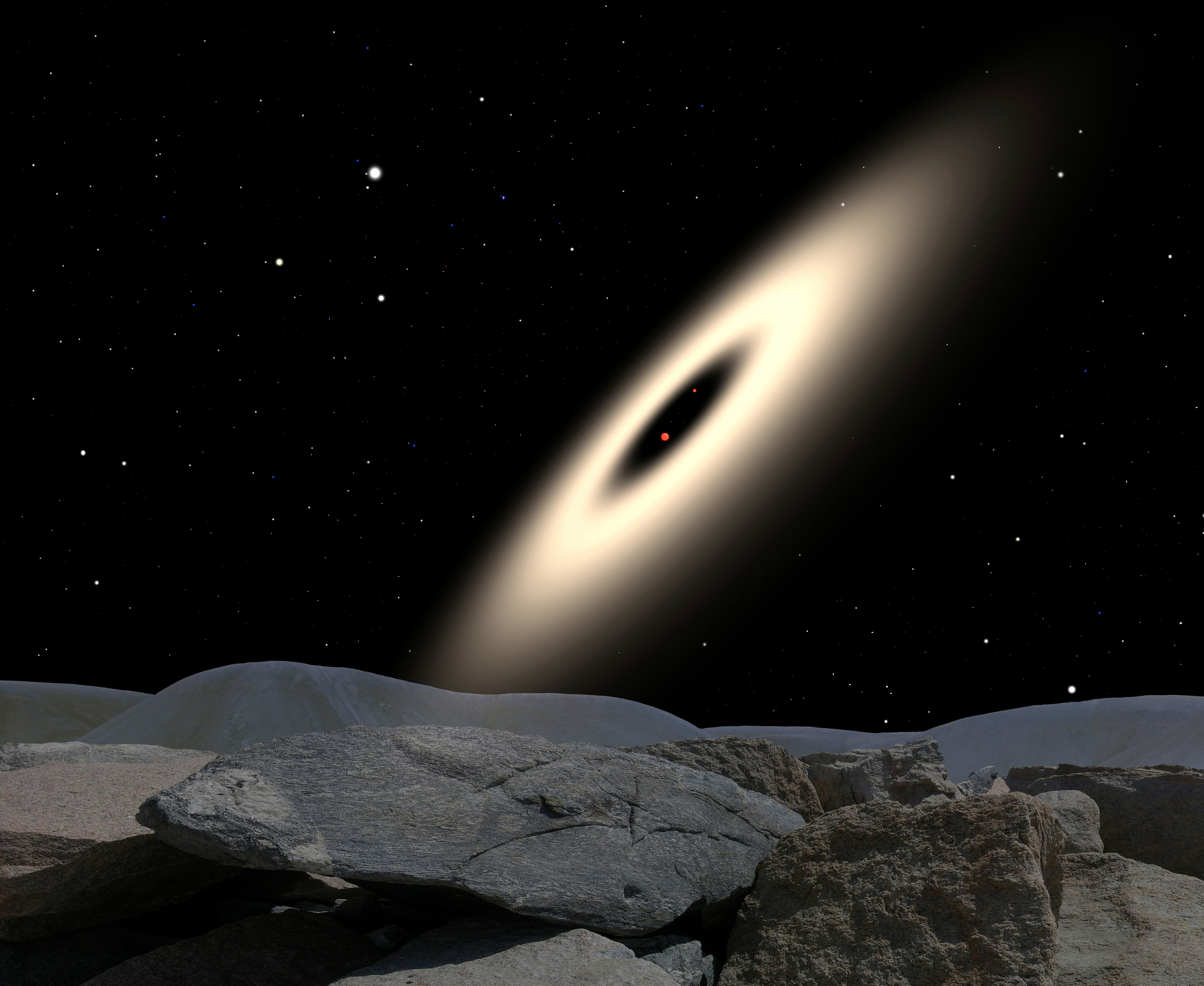
Concepção artística de um disco protoplanetário.
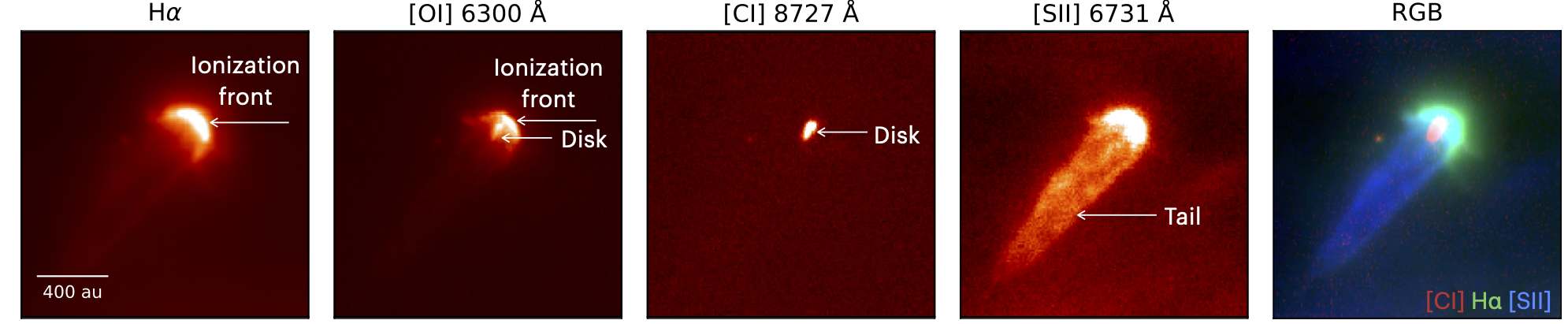
Componentes do proplyd 177-341W na Nebulosa de Órion observados com o VLT MUSE, mostrando uma frente de ionização, disco protoplanetário e cauda.
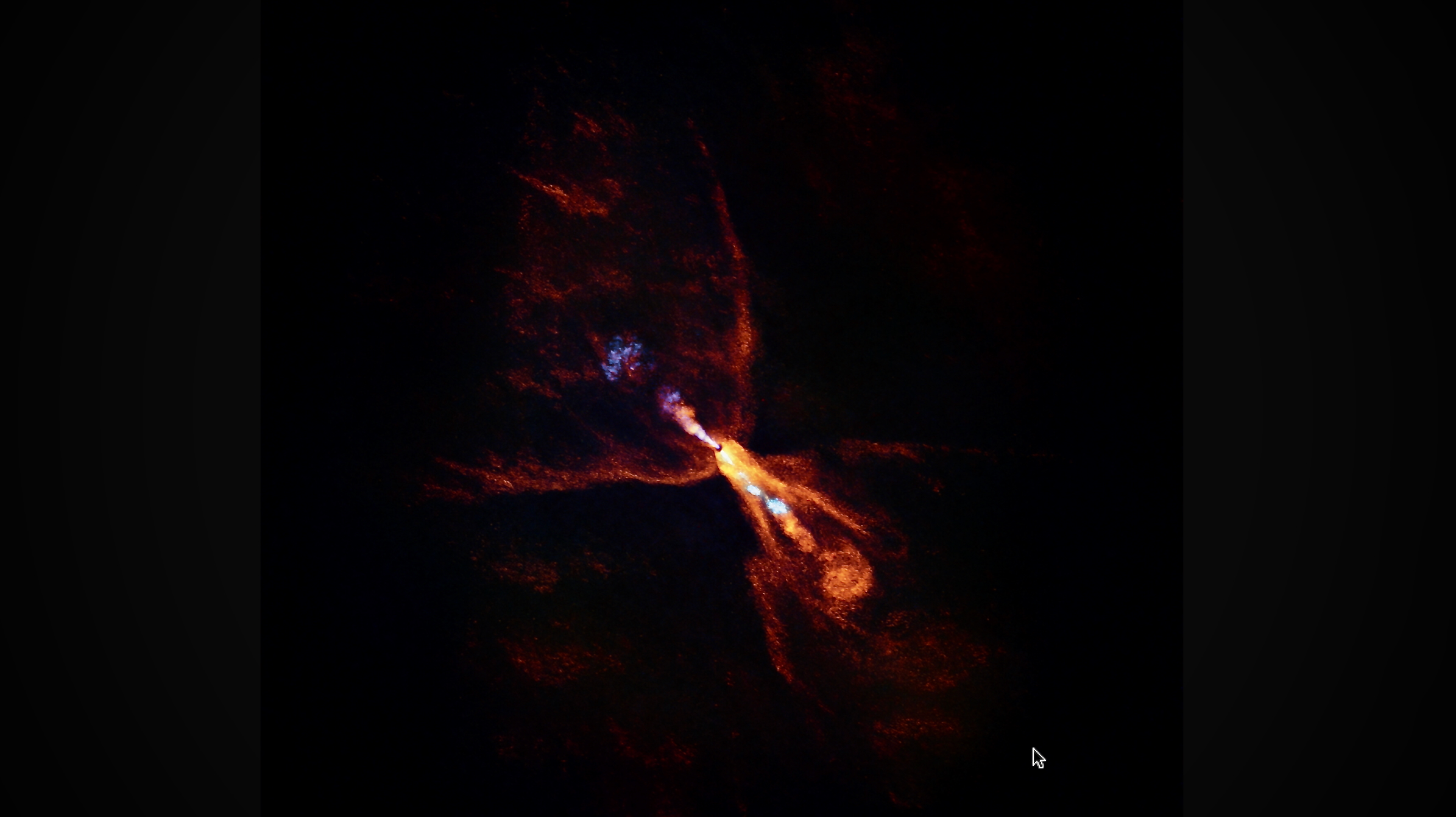
HOPS-315, um sistema planetário ainda em formação que mostra evidências dos estágios iniciais de formação de planetas.